# Raymond Daudel
Raymond Daudel, né le 2 février 1920 à Paris et mort le 20 juin 2006 à Ivry-sur-Seine, est un chimiste théorique français spécialisé en chimie quantique. 
Ingénieur physicien diplômé en 1940 de l'École supérieure de physique et de chimie industrielles de la ville de Paris (56e promotion), il fut l'assistant d'Irène Joliot-Curie à l'Institut du radium. Il passa une grande partie de sa carrière comme professeur à la Sorbonne et directeur d'un laboratoire de recherche au CNRS.
Il fut président de l'Académie européenne des sciences, des arts et des lettres et l'un des fondateurs, et président honoraire de l'Académie internationale des sciences moléculaires quantiques.
Il est décoré officier de la Légion d'honneur, officier de l'ordre national du Mérite et officier de l'ordre des Palmes académiques. 
Il a publié un certain nombre de livres, en particulier Quantum chemistry avec G. Leroy, D. Peeters et M. Sana, publié chez Wiley en 1983. Il fut l'un des responsables de l'organisation du premier congrès international de chimie quantique (International Congress of Quantum Chemistry), à Menton, en 1973.

## Publications
- Avec Pascaline Daudel, Atomes, molécules et lumière: synthèse générale des phénomènes électriques et optiques développée dans le cadre de la nouvelle théorie de la lumière de Louis de Broglie, La Jeune Parque, 1946.
- Quantum Chemistry, avec G. Leroy, D. Peeters et M. Sana, Wiley, 1983.
- Avec Luc Montagnier, Le Sida, Flammarion, coll. « Dominos », 1994.